# Demirsaban (Pertek)
Demirsaban ist ein Dorf (Köy) im Landkreis Pertek der Provinz Tunceli in der Türkei. Im Jahr 2011 lebten in Demirsaban 96 Menschen.